# Rondeletia galanensis
Rondeletia galanensis là một loài thực vật có hoa trong họ Thiến thảo. Loài này được M.Fernández Zeq. & Borhidi miêu tả khoa học lần đầu tiên năm 1985.